# Тысяча и одна ночь (фильм, 1905)
«Тысяча и одна ночь» (фр. Les palais des mille et une nuits) — немой короткометражный фильм-сказка Жоржа Мельеса. Фильм снят в 2 частях. Премьера состоялась во Франции 1905 года.

## Сюжет

### Часть 1
Когда бедный мужик обедал, к нему приходит Шехерезада и они вместе начинают танцевать. Она дарит мужику меч и они выходят на улицу. Вдруг из шкафа выходят разбойники и бегут за ними. В это время у царя начинается праздничное шествие. Мужик и Шехерезада подходят к царскому трону и разбойники за ними. Мужик кланяется трону и на троне появляется Шехерезада. Вдруг из-под земли поднимается домик и из него появляются слуги. Когда слуги поклонились, домик снова уходит под землю. Приходят служанки и ставят гигантский цветок, из которого выходит слуга. Слуга ведёт мужика на улицу, а разбойники идут за ними, притворяясь сопровождающими. К царице приплывает корабль со слугой и мужиком. Царица приветствует мужика и мужик идёт наверх по лестнице. Они приходят в сады и царь отодвигает деревья. Царь что-то приказывает животным. Появляется царица. Подходят разбойники. Царица идёт куда-то и все за ней. Только царь со своими слугами не пошёл с ней. Они спускаются в пещеру разбойников и слуги бегут в страхе. Появляются разбойники начинают танцевать. Вдруг разбойники попадают в ад и появляются танцующие скелеты. Разбойники пытаются разрубить скелетов. Скелеты исчезают и разбойники находят выход из ада.

### Часть 2
Разбойники приходят в свою пещеру с богатством. Вдруг одна из бочек взрывается и мужик поджигает пещеру. Разбойники разбегаются в страхе. Огонь сам по себе тушится и неизвестно откуда появляются звери, которых мужик превращает в истуканов. Из истуканов появляется Шехерезада. Истуканы превращаются в цветки, из которых выходят девушки. Появляются ангелы. Когда прибегает мужик, всё исчезает и за ним поднимается из-под земли дворец, а пещера исчезает. Из дворца выходят балерины и входят вместе с мужиком. Дворец уходит под землю и появляется танцевальный зал с колоннами. Появляются балерины и мужик. Они начинают танцевать. Появляется правительница и появляется железная дверь. Дверь открывается и из неё выходят служанки, неся сундуки с золотом. Позже все выходят из дворца и начинается праздничное шествие.

## Художественные особенности
Некоторые вещи были окрашены. Из них следующие — гигантский цветок, одежда разбойников, сундуки с золотом, звери и т. д.. Фильм насыщен всякими танцами.